# Alfa 1-antitripsina
La Alfa 1-antitripsina (AAT / A1AT) o α1-antitripsina (α1AT) es un inhibidor de proteasa sérico (serpina). Protege a los tejidos de las proteasas presentes principalmente en las células inflamatorias, en especial la elastasa. Está presente en la sangre humana a 1,5 - 3,5 gramos/litro.

## Estructura y función
La A1AT es un inhibidor de proteasa sérico de 52 kDa, y en medicina es considerado el más prominente, dado el hecho de que las palabras α1-antitripsina e inhibidor de proteasa (IP) son frecuentemente intercambiables. En 1982 se publicó su secuencia completa: está formada por 394 aminoácidos y tres cadenas laterales carbohidratadas. La proteína está codificada en el extremo distal del brazo largo del cromosoma 14. Su tamaño y estructura molecular condiciona su difusión a los tejidos, de manera que su concentración en el pulmón es el 90 de la concentración plasmática. El centro activo de la molécula comprende el fragmento situado entre los aminoácidos 358 y 363. La metionina 358 y la serina 359 son fundamentales para la acción sobre la proteasa diana, siendo la elastasa de neutrófilos humano su principal blanco.
La AAT, producida por los hepatocitos, es el inhibidor de proteasa más abundante del suero humano y la principal defensa del pulmón en contra de la elastasa. Circula en concentraciones entre 120 y 220 mg/dl medidas por nefelometría. En condiciones normales, el hígado secreta 34 mg/kg/24 horas, pudiendo incrementarse entre 3 y 5 veces en procesos inflamatorios, tumorales e infecciosos. Está distribuida el 40% en el suero y el 60% restante en el espacio extravascular.
La mayoría de las serpinas inactivan enzimas al unirse a ellas de manera covalente, requiriendo niveles muy altos de ellas para cumplir su función. En la reacción de fase aguda, se requiere una elevación aún más alta para "limitar" el daño causado por los granulocitos neutrófilos y su enzima elastasa, la cual degrada la fibra del tejido conectivo elastina.
Como todos los inhibidores de proteasa séricos, la AAT tiene un área característica en su estructura secundaria incluyendo láminas beta plegadas y alfa hélices. Es en esta área que las mutaciones pueden llevar a la polimerización y acumulación en el hígado.

## Función en la enfermedad
Los trastornos de la enzima incluyen la deficiencia de alfa-1 antitripsina, un trastorno hereditario en el cual la carencia de alfa 1-antitripsina lleva a una degradación tisular durante la inflamación. Esto causa enfisema pulmonar y lleva a la cirrosis hepática en casos severos.
Una notable forma de Inhibidor de proteasa (IP), llamada IPPittsburgh, funciona como una antitrombina (una serpina o inhibidor de proteasa sérico relacionado), debido a una mutación en la (Met358Arg). Se ha descrito el caso de un paciente con esta anormalidad; murió de una diátesis hemorrágica (cita requerida). Este trastorno prueba el punto de que los inhibidores de proteasa tienen una estructura muy relacionada (homóloga).
También está asociado a:
- Tumores hepáticos;
- Ictericia obstructiva;
- Hipertensión portal.

## Nomenclatura
La enzima es llamada "antitripsina" por su habilidad de unirse covalentemente e inactivar irreversiblemente a la enzima tripsina. (La tripsina, un tipo de peptidasa, es una enzima digestiva activa en el duodeno y otros lugares).
El término "alfa 1" se refiere al comportamiento de la enzima en la electroforesis proteica, en la cual esta enzima es la principal que se agrupa en la subregión "1" de la región "alfa" que queda conformada en dicho procedimiento.
Otro término utilizado es inhibidor de proteinasa alfa-1" (IPα1).

## Genética
El gen está localizado en el brazo largo del decimocuarto cromosoma (Genome14q32.1) y tiene una longitud de 12,2 kb. Está formado por 7 exones (IA, IB, IC, II, III, IV, V) siendo la región responsable de la codificación la que se encuentra entre los exones II-V, con el centro activo de la metionina 358 que codifica el exon V. El alelo deficitario más importante de la AAT (alelo Z) tiene un único haplotipo.
Han sido descriptas más de 80 versiones diferentes de α1-antitripsina en varias poblaciones. Los europeos noroccidentales tienen el más alto riesgo de llevar una forma alterada de A1AT.

## Análisis
Como la electroforesis proteica es poco precisa, la A1AT es analizada por electroenfoque (análisis de enfoque isoeléctrico), donde la proteína es pasada por un gradiente de pH.
La A1AT normal es denominada "M", ya que es neutral y no corre muy lejos. Las otras variantes son menos funcionales, y son denominadas A-L y N-Z, dependiendo de donde corren en el área proximal o distal de la banda M. La presencia de bandas desviadas en el electroenfoque puede significar la presencia de deficiencia de alfa 1-antitripsina.
Como cada persona tiene dos copias del gen de A1AT, un individuo heterocigota (que tiene dos copias diferentes del gen), tendrá dos bandas diferentes mostradas en el electroenfoque.
En los resultados del examen de sangre, los resultados del electroenfoque son mostrados como IPMM, donde IP significa inhibidor de proteasa y "MM" es el patrón de bandas de ese paciente.
Los niveles de alfa 1-antitripsina dependen del fenotipo, ya que las formas alteradas son excretadas de forma poco eficiente por el hígado y se polimerizan en el retículo endoplásmico:
- IPMM: 100% (normal)
- IPMS: 80%
- IPSS: 60%
- IPMZ: 60%
- IPSZ: 40%
- IPZZ: 10-15% (deficiencia de alfa 1-antitripsina severa)

Los alelos no-M son todos productos de mutaciones de la variante M "normal" (WT o forma salvaje).
- IPZ es causado por una mutación glutamato a lisina en la posición 342.
- IPS es causado por una mutación glutamato a valina en la posición 264.
- Han sido descriptas otras formas más raras; en total, hay más de 80 variantes.

## Uso terapéutico
La alfa 1-antitripsina recombinante aún no está disponible comercialmente, pero está bajo investigación como una modalidad terapéutica en la deficiencia congénita. Los concentrados terapéuticos son preparados a partir del plasma sanguíneo de donantes de sangre.
La FDA (Agencia de Alimentos y Medicamentos) de Estados Unidos ha aprobado el uso de 3 productos de A1AT derivados de plasma humano: Prolastin, Zemaira y Aralast. Son administrados por vía intravenosa en dosis de 60 mg/kg una vez por semana. Estos productos para la terapia de aumento de A1AT pueden costar hasta $100.000 por año a cada paciente.
Un estudio reciente analizó y comparó estos 3 productos en términos de su estructura primaria y glucosilación. Los 3 mostraron diferencias pequeñas en comparación con la A1AT normal de plasma humano. Se cree que estas diferencias observadas no tienen implicaciones negativas en los pacientes.
Se está estudiando una terapia para aumentar la A1AT por aerosol. Esto implica inhalar A1AT purificada hacia los pulmones y captarla en el tracto respiratorio inferior. Sin embargo, esta podría no llegar a las fibras de elastina en el pulmón donde se dan realmente los daños por la elastasa.

## Historia
La posibilidad de variantes alélicas de deficiencia de alfa 1-antitripsina que lleven a la enfermedad fue investigada primero por el Dr. U. Axelsson y el Dr. C.B. Laurell en 1965.